# Sposerò mia moglie
Sposerò mia moglie (Hindi: नमस्ते लंदन) è un film di Bollywood del 2007, diretto da Vipul Amrutlal Shah, con Akshay Kumar e Katrina Kaif. È noto anche con il titolo internazionale di Namastey London.

## Trama
La giovane e bella Jasmeet, detta "Jazz", è una ragazza dalle origini orientali, ma cresciuta a Londra. Infatti non va mai d'accordo con la mentalità tradizionalista dei suoi genitori che, per farle cambiare idea, le combinano un matrimonio a sorpresa in India con il giovane Arjun. Dapprima Jazz si oppone, ma poi accetta su consiglio di un suo cugino. Il carattere ribelle di Jazz la porta a volersi sposare, cosa che poi non farà, con il ricco Charlie, che lascerà all'altare per Arjun. Capirà di essere sempre stata innamorata ricambiata di suo marito Arjun, sposato con una cerimonia tipica indiana. Jazz e Arjun vivranno così la loro vita insieme.